# Relativity Space
Relativity Space, Inc. ist ein US-amerikanisches Luft- und Raumfahrtunternehmen mit Hauptsitz in Long Beach. Es wurde 2015 gegründet. Das Unternehmen entwickelt Fertigungstechnologien, Trägerraketen und Raketentriebwerke für die kommerzielle Raumfahrt; es setzt dabei auf Automatisierung und 3D-Druck. Relativity Space unterhält Standorte am Stennis Space Center und in Cape Canaveral.

## Geschichte
Relativity Space wurde von Tim Ellis und Jordan Noone mit der Idee gegründet, dass bestehende Raumfahrtunternehmen das Potenzial der additiven Fertigung (3D-Druck) nicht ausreichend nutzen. Tim Ellis arbeitete zuvor als Ingenieur für Blue Origin. Relativity hat sich zum Ziel gesetzt, das erste Unternehmen zu sein, das eine vollständig 3D-gedruckte Trägerrakete erfolgreich in den Orbit bringt. Das erklärte Ziel des Unternehmens ist es, mit dem Einsatz dieser Technologien zum Aufbau einer multiplanetaren Zukunft beizutragen.
Relativity Space betreibt einen selbst konstruierten, nach eigenen Angaben weltgrößten Metall-3D-Drucker namens Stargate sowie mehrere weitere Groß-3D-Drucker.
Relativity Space kündigte im Februar 2020 einen neuen 11.000 Quadratmeter großen Hauptsitz und eine Fabrik in Long Beach an. Dieser neue Hauptsitz beherbergt sowohl den Geschäftsbetrieb als auch eine Fabrik von Relativity.  Laut dem CEO Tim Ellis hat die Fabrik keine festen Werkzeuge, wodurch sie schnell neu konfiguriert werden kann und autonom ist.
Relativity Space gab im November 2020 eine Serie-D-Finanzierungsrunde in Höhe von 500 Millionen US-Dollar bei einer Unternehmensbewertung von 2,3 Milliarden US-Dollar bekannt, womit sich die Gesamtfinanzierung auf 685,7 Millionen US-Dollar beläuft. Zu den Investoren gehören Tiger Management, Fidelity Investments, Baillie Gifford, Jared Leto, Playground Global, Social Capital, Y Combinator und Mark Cuban.

## Raketen
Die erste Rakete des Unternehmens mit dem Namen Terran 1 startete am 23. März 2023 zum ersten Mal, jedoch schlug die Mission aufgrund von Problemen mit dem Zweitstufentriebwerk fehl.
Zu einem Preis von 12 Millionen US-Dollar pro Flug soll sie Nutzlasten bis zu einer Masse von etwa 1,2 Tonnen in eine erdnahe Umlaufbahn befördern können. Das Unternehmen entwickelt zudem die vollständig wiederverwendbare Trägerrakete Terran R, die Nutzlasten von bis zu 33 Tonnen in einen niedrigen Erdorbit bringen soll.